# ФК Кубан Краснодар
Вижте пояснителната страница за други значения на Кубан.
ФК Кубан (на руски: Футбольный клуб „Кубань“) е руски футболен клуб. Основан е през 1928 година и представя град Краснодар, административния център на Краснодарски край.
Отборът на клуба е участвал няколко сезона в Премиер Лигата, но винаги е изпадал, докато през сезон 2011/12 не се класира в първите осем тима, което гарантира участие и през следващия сезон.

## История
Основан през 1928 под името Динамо. В шампионата на СССР играе от 1980 до 1982. След разпадането на СССР стартира във висшата дивизя, но изпада. Отборът е съставен предимно от футболисти с възраст около 20 – 22 години. През 1993 треньор става Леонид Назаренко, но краснодарци изпадат във Втора Лига. Пред началото на 1994 задачата на отбора е влизане в 1 лига. На полусезона отборът заема 2 позиция, но в края на първенството завършват 6-и. През 1995 отборът се връща в Първа лига, след като завършва на втора позиция. Следващият сезон е слаб за кубанци и завършват на 10 място. През 1998 Краснодарският край отказва да финансира отборът. В края на сезона в състава на кубан остава само един футболист – резервният вратар. Отборът изпада. В края на 1998 директорът на Роснефт Иван Паненко става президент на отбора. Новият треньор е Софербий Ешугов. Кубан започва да залага на играчи от школата. Кубан печели зона Юг, но отпада в плейофа. През сезон 2000 записват 14 мача без загуба. Отборът печели зона Юг, а в плейофа печели срещу Мордовия Саранск. През 2001 краснодарският край отново администрира Кубан. Старши треньор става Олег Долматов, извел ЦСКА Москва до сребърните медали в първенството през 1998. Под негово ръководство Кубан заема 3 позиция. В началото на 2002 Долматов се скарва с редица играчи, които бойкотират отбора. Това довежда до смяната на треньорът, а през втория полусезон Кубан успява да заеме 4 позиция. През 2003 краснодарци правят 11 поредни победи и завършват на втора позиция. В сезон 2004 краснодарци не успяват да се задържат в Премиер-лигата и изпадат. През 2005 Кубан е поет от Йозеф Хованец. На полусезона отборът е начело на класирането, но в края на сезона остават едва на 5 позиция. На следващия сезон треньор е Павел Яковенко. Кубан е първи почти през целия сезон и се класира в Премиер-лигата. Шампионата през 2007 започва лошо за Кубан, след като в първите 5 мача не записват нито една победа. Отборът отново е 15-и и изпада. През 2008 отборът навършва 80 години. Треньор става Александър Тарханов, а капитан – Ивайло Петков. Българинът става и автор на гол номер 1000 за краснодарци в шампионата. Кубан успява да се класира в Премиер-лигата, но на следващия сезон изпада. През 2010 г. става шампион на Руска Първа Дивизия В края на 2011 Кубан завършва в първите 8 на първенството и за първи път не изпада от РФПЛ. В началото на 2012/13 треньор става Юрий Красножан, но той се задържа само половин година. На 9 януари 2013 е заменен от Леонид Кучук. Под негово ръководство Кубан не записва нито една загуба и завършва сезона на 5 място, даващо право на участие в Лига Европа.

## Предишни названия
- 1928 – 1953 „Динамо“
- 1954 – 1957 „Нефтяник“
- 1958 – 1960 „Кубан“
- 1960 – 1962 „Спартак“
- 1963 – „Кубан“

## Успехи
- Шампион на РСФСР: 1948 (като Динамо Краснодар), 1962 (като Спартак Краснодар), 1973, 1987.

## Известни бивши футболисти
- Небойша Йеленкович
- Джемал Берберович
- Станислав Лисенко
- Андрей Топчу
- Аслан Засеев
- Андрей Ушенин
- Алан Касаев
- Евгений Варламов
- Денис Попов
- Александър Филимонов
- Олег Терьохин
- / Андрий Дикан
- Драман Траоре
- Хамину Драмани

## Български футболисти
- Ивайло Петков: 2004/05 (43 мача - 2 гола), 2007/08 (47 мача - 10 гола)
- Светослав Петров: 2004/05 (32 мача - 2 гола)
- Ивелин Попов: 2012/15 (80 мача - 19 гола)
- Станислав Манолев: 2014 (10 мача - 1 гол), 2015/16 (21 мача - 0 гола)